# انسياب المورثات
في علم الوراثة المجموعي، انسياب المورثات أو تدفق أو انسياب الجينات (يعرف أيضاً بهجرة المورثات) هو نقل ألائل أو مورثات من تجمع لآخر.
قد تكون الهجرة لداخل التجمع أو خارجه مسؤولة عن تغير ملحوظ في تواتر الأليل (نسبة الحاملين لشكل معين من أحد المورثات). قد تؤدي الهجرة أيضاً لإدخال أشكال مورثية جديدة مختلفة إلى تجميعة الجينات لنوع أو تجمع معين.
وهناك عدد من العوامل التي تؤثر على معدل انسياب المورثات بين المجتمعات المختلفة. إنَّ واحدا من أهم العوامل هو الحركة، إذ أن حركة الفرد الكبيرة تزيد من احتمال هجرة المورثات. غالباً ما تكون الحيوانات متحركة ومتنقلة أكثر من النباتات، رغم أنَّ حبوب اللقاح والبذور يمكن أن تنتقل لمسافات بعيدة عن طريق الحيوانات أو الرياح.
انسياب المورثات المتكرر والمنتظم بين تجمعين يمكن أن ينتج عنه توليف من التجميعتان الجينيتان لكل تجمع، مما يقلل من الاختلاف المورثي بين المجموعتين. ولهذا السبب يعمل انسياب المورثات بقوة عكس الانتواع، وذلك عن طريق تأشيب (إعادة توحيد) التجميعات المورثية للتجمعات، وبالتالي يردم الانسياب الاختلافات النامية في التنوع الجيني التي كانت من الممكن أن تؤدي لحدوث انتواع كامل ونشوء أنواع سليلة.
على سبيل المثال، إن كان هناك نوع من العشب ينمو على كلا الجانبين من شارع، فإنَّ من المرجح أن ينتقل اللقاح من جانب لآخر. وإن تمكنت هذه اللفاحات من إخصاب النبتة التي تصل إليها وإنتاج نسل قادر على العيش والتكاثر، فإن الألائل في اللقاحات تعتبر أنها انتقلت من تجمع لآخر.

## حواجز انسياب المورثات
الحواجز الفيزيائية للانسياب المورثي عادة ما تكون طبيعية. وقد تتضمن جبال أو محيطات أو صحاري واسعة لا يمكن اجتيازها. وفي بعض الحالات قد تكون حواجز اصطناعية من صنع الإنسان. مثل سور الصين العظيم الذي أعاق انسياب الجينات لتجمعات أصلية من النباتات.
حواجز الانسياب الجيني ليست بالضرورة فيزيائية. فالأنواع قد تعيش بنفس البيئة، ولكن تنقل الجينات بينها محدود، وذلك بسبب التهجين المحدود أو التهجين الذي ينتج نسلا عقيما أو غير قادر على النجاة.

## انسياب المورثات بمساعدة بشرية

### إنقاذ وراثي
يمكن أن يُستخدم انسياب المورثات أيضاً في مساعدة الأنواع المهددة بالانقراض، فعندما يتواجد نوع ما ضمن جمهرات صغيرة، تُصبح أكثر عرضة لتزاوج الأقارب وفقدان التنوع الناتج عن الانحراف الوراثي، وبالتالي قد تستفيد هذه الجمهرات كثيراً من إضافة أفراد جدد غير أقرباء يمكن أن يزيدوا من التنوع ويُقللوا من زواج الأقارب، لتزداد بالمحصلة اللياقة الكلية، وقد توضّح ذلك في المخبر لدى سلالتين من ذبابة الفاكهة الشائعة خاضعتين لنموذج عنق الزجاجة، عكَس التعابر الحاصل بينهما تأثيرات تزاوج الأقارب وأدّى لفرص أكبر من البقيا ليس لدى جيل واحد فقط، بل جيلين.

### تلوّث وراثي
يمكن أن تؤدي النشاطات البشرية، مثل نقل الأنواع وتعديل البيئة المحيطة بها لتلوّث وراثي، وتهجين، وانحبال داخلي، ومستنقع وراثي، وقد تؤدي هذه العمليات لتجنيس (تحقيق التجانس بين) الأنماط الجينية الموضعية أو استبدالها، كنتيجة إما لفائدة عددية و/أو ذات صلة باللياقة لإضافة نبات أو حيوان جديدين.
يمكن أن تهدد الأنواع غير الأصلية النباتات والحيوانات الأصلية بالانقراض من خلال التهجين والانحبال الداخلي، إما عندما يُدخلها الإنسان بقصد ما، أو بتعديل مواطنها لتصبح على تماس مع أنواع كانت معزولة مسبقاً، وقد تكون هذه الظواهر مؤذية وخصوصاً للأنواع النادرة التي أصبحت على تماس مع أخرى أكثر توافراً، وهو أمر قد يطرأ بين أنواع يقطن أحدها جزيرة ما والآخر براً رئيسياً.
يمكن أن يتسبب تزاوج الأقارب بين الأنواع في تشكل ما يسمى بالمستنقع لتجميعة الجينة الأكثر ندرة، ما يُنشئ هجائن تحل محل الأفراد الأصليين، ويُعتبر ذلك نتيجة مباشرة لقوى تطورية مثل الاصطفاء الطبيعي والانحراف الوراثي، أدّت بدورها لزيادة انتشار الصفات المفيدة والتجنيس، ولا يكون مدى هذه الظاهرة واضحاً من المظهر الخارجي لوحده.
وفي الوقت الذي يطرأ فيه انسياب المورثات بدرجة معينة خلال سير التطور الطبيعي، يمكن أن يهدد التهجين وجود الأنواع النادرة، سواء طرأ مع انحبال داخلي أو بدونه، فعلى سبيل المثال، يُعتبر البط البري نوعاً وافراً من البط ويبدي جاهزية للتزاوج مع العديد من أنواع البط الأخرى، وبالتالي يشكل خطراً على وحدة بعض الأنواع.

## انسياب المورثات بين الأنواع

### نقل المورثات الأفقي
يشير هذا المصطلح لنقل المورثات بين الكائنات الحية بطريقة ما غير التكاثر التقليدي، إما من خلال التحوّل (قبط الخلية المباشر للمادة الوراثية من محيطها)، أو الاقتران (نقل المادة الوراثية بين خليتين جرثوميتين بتماس مباشر بينهما)، أو التنبيغ (حقن الفيروس العاثي لخلية جرثومية مضيفة بمادة وراثية غريبة عنها)، أو التنبيغ بواسطة عوامل ناقلة للمورثات (النقل بواسطة عامل مشابه للفيروس يُنتجه جرثوم ما).
يمكن للفيروسات أن تنقل المورثات بين الأنواع، كما يمكن للجراثيم أن تُضمّن مورثات من جراثيم أخرى ميتة، بالإضافة إلى تبادل البلاسيمدات متجاوزةً حدود الأنواع، وتقترح مقارنات التتاليات نقلاً أفقياً حديثاً للعديد من المورثات عبر أنواع مختلفة، وتجاوزت بعض حالاته مجالات تطور السلالات، وبالتالي لا يمكن تحديد تاريخ سلالات نوع ما بشكل جازم بتعيين الشجرات التطورية لمورثات مفردة.
ويقترح عالم الأحياء جوغارتن أن التشبيه الأصلي (شجرة) لم يعد يلائم البيانات المجموعة من أبحاث الجينوم الحديثة، وإنما ينبغي على علماء الأحياء أن يستبدلوا به تشبيه الفسيفساء لوصف التواريخ المختلفة المجتمعة في جينومات الأفراد، واستخدام تشبيه الشبكة المتداخلة للتعبير عن التبادل الغني والتأثيرات التعاونية نتيجة النقل الجيني الأفقي.

### التهجين
في بعض الحالات، عندما يمتلك النوع نوعاً شقيقاً وتكون إمكانيات التكاثر متاحةً نظراً لإزالة الحواجز السابقة أو من خلال تدخّل الإنسان بإضافته أفراداً جدداً، يمكن لهذين النوعين أن يُهجّنا ويتبادلا مورثاتهما والصفات الموافقة لها، ولا يكون هذا التبادل جلياً دوماً، إذ قد تبدو الهجائن مطابقة للأنواع الأصلية ظاهرياً أحياناً، ولكن يتوضح حدوث التهجين عند فحص الدي إن أيه المتقدري (mtDNA).
كما قد يطرأ التهجين التمايزي عندما تكون بعض الصفات أو المواد الوراثية أكثر استعداداً للتبادل من غيرها، وينتج ذلك عن الضغط الانتقائي أو غيابه، ما يتيح النقل بسهولة أكبر، وفي الحالات التي يبدأ فيها النوع المُدخل حديثاً باستبدال النوع الأصلي، يُصبح الأخير مهدداً ويتناقص التنوع الحيوي، ما يجعل هذه الظاهرة سلبيةً أكثر من كونها حالة إيجابية لانسياب المورثات تعزز التنوع الوراثي.
ويُستخدم مصطلح الانحبال الداخلي للتعبير عن استبدال مورثات النوع المُدخل حديثاً بتلك الخاصة بالنوع الأصلي، ومن الضروري ملاحظة أن الهجائن تُعتبر عادة أقل لياقة من جيل آبائها، فتُشكل بالتالي معضلة وراثية تتم مراقبتها عن كثب، وذلك لأن الهدف النهائي للوراثيات المحافِظة يكمن في المحافَظة على الوحدة الجينية للنوع والتنوع الحيوي.